# جيسي ستيفن
جيسي ستيفن (بالإنجليزية: Jessie Stephen) (19 أبريل عام 1893 - 12 يونيو عام 1979) بريطانية عاشت في القرن العشرين، وهي ناشطة عمالية ومستشارة محلية وحاصلة على رتبة الإمبراطورية البريطانية. نشأت ستيفنن في اسكتلندا وحصلت على منحة دراسية للتدريب كمدرسة. أملت تدبير الشؤون المالية للأسرة خلاف ذلك، ما أدى إلى أن تشتغل كعاملة منزلية في سن 15. انخرطت في قضايا العمل الوطنية عندما كانت مراهقة من خلال منظمات مثل حزب العمل المستقل والاتحاد الاجتماعي والسياسي للمرأة. انتقلت ستيفن إلى لندن أثناء الحرب العالمية الأولى، ثم في عشرينيات القرن العشرين قامت بجولة في الولايات المتحدة وكندا، حيث عقدت اجتماعات مع الجمهور بما في ذلك عمال المنازل الإنجليز المهاجرين.
تم انتخاب ستيفن لمنصب مستشارة محلية عدة مرات وترشحت في الانتخابات العامة. بعد انتقالها إلى بريستول في الأربعينيات من القرن العشرين، أصبحت أول امرأة تتولى رئاسة مجلس التجارة في بريستول. تم تقليدها رتبة الإمبراطورية البريطانية في عام 1977 ويتم الاحتفال بذكراها بلوحة زرقاء في بريستول.

## سيرتها الذاتية
تم تسجيل اسم ستيفن في قاموس أكسفورد للسيرة الوطنية على أنها «ناشطة في حق الاقتراع والعمل»، وقد وُصفت بأنها «العضو الوحيد تقريبًا في الاتحاد الاجتماعي والسياسي للمرأة من الطبقة العاملة الاسكتلندية الذي له شهرةً واسعة».

### حياتها المبكرة وعائلتها
ولدت جيسي ستيفن في ماريليبون، لندن، في 19 أبريل عام 1893، وهي الأكبر من بين أحد عشر طفلًا للخياط ألكسندر ستيفن وزوجته جين ميلر. انتقلت العائلة إلى إدنبرة، ثم دنفرملاين، قبل أن تستقر أخيرًا في غلاسكو عام 1901. كان والد ستيفن عضوًا مؤسسًا في حزب العمال المستقل عندما تم تأسيسه، في حين وصفت والدتها بأنها كانت «هادئة للغاية على عكس والدي تمامًا».
التحقت بمدارس الأحد المرتبطة بشكل منفصل بالكنيسة والاشتراكية، وتلقت تعليمها في مدرسة نورث كيلفينسايد. فازت بمنحة دراسية للتدريب كمعلمة تلميذة. منعتها الظروف العائلية من متابعة تطلعها إلى أن تصبح معلمة، لذا اضطرت إلى العمل في العمالة المنزلية في سن 15.